# Прилуччина
«Прилуччина» — інформаційне періодичне видання-районна газета з міста Прилук Чернігівської області (має обласне розпосюдження). Виходить з 27 червня 1914 року двічі на тиждень. Реєстраційне свідоцтво ЧГ № 276 від 31 жовтня 2002 року.
Сучасними (2009) співзасновниками газети є Прилуцька райдержадміністрація, районна рада та колектив газети. Редактор — Валентина Матвієнко.
Динаміку змінюваності накладу демонструє нижче наведена Таблиця:
| 1923 | 1939  | 1979   | 1989   | 1996  | 2002  | 2009  |
| ---- | ----- | ------ | ------ | ----- | ----- | ----- |
| 500  | 4 340 | 24 370 | 28 400 | 8 925 | 4 402 | 4 630 |

## З історії газети
Сьогоднішня «Прилуччина» веде свою історію від газети «Прилукский голос», що видавалася у період з 27 червня 1914 року до 1 січня 1917 року.
У 1919 році, тобто вже за совєтів, у Прилуках видавалась газета під назвою «Вісті-Известия» ревкому, згодом повітвиконкому та парткому. Здебільшого тоді газета виходила російською. 
У 1921 році газета припинила існування, відновлена в лютому 1922 року.
1 січня 1923 року отримала назву «Правда Прилукщины», виходила двічі на тиждень — російською та українською мовами, а починаючи від 1 вересня того ж року цілком перейшла на українську («Правда Прилуччини»).
Після німецької окупації видання газети було відновлено 10 жовтня 1943 року.
У повоєнний радянський час у різні роки на сторіеках «Правди Прилуччини» своє перші твори опублікували майбутні письменники і поети: О. Ведмідський, Л. Забашта, Б. Степанюк, М. Турківський, В. Леус.
14 квітня 2002 року (№ 30 (13627)) газета змінила назву на сучасну — «Прилуччина», тоді ж було визнано першою попередницею періодичного видання газету дорадянського часу «Прилукский голос».